# ناحیه زلفانه
ناحیه زلفانه (به عربی: دائرة زلفانة) یک ناحیه در الجزایر است که در استان غردایه واقع شده‌است.